# دیوید اسمیت (کارگردان)
دیوید اسمیت (انگلیسی: David Smith (director)؛ ‏۲۸ اکتبر ۱۸۷۲ – ۲۵ آوریل ۱۹۳۰) کارگردان اهل بریتانیا بود. وی بین سال‌های ۱۹۱۵ تا ۱۹۲۷ میلادی فعالیت می‌کرد.
وی کارگردان فیلم‌هایی همچون زیبای سیاه و دخترک رام‌نشده  بوده است.